# سینما متروپل (کرمانشاه)
سینما متروپل یک سالن سینما در شهر کرمانشاه بود که در خیابان دبیراعظم این شهر قرار داشت.

## تاریخچه
سینما متروپل سالن سینمایی در خیابان دبیراعظم شهر کرمانشاه بود که در سال ۱۳۴۰ فعالیت خود را آغاز کرد.

 مکان سینما متروپل روبه‌روی سینما کریستال، و بالاتر از سینما دیانا (از طرف میدان شهرداری) قرار داشت. 
در سینما متروپل بیشتر فیلم‌های تجاری فارسی موسوم به فیلمفارسی و برخی فیلم‌های حماسی غیرایرانی نمایش داده می‌شد. از جمله فیلم‌هایی که در این سینما اکران شده‌است می‌توان به شیرین و فرهاد (۱۳۴۹) ساختۀ اسماعیل کوشان، دالاهو (۱۳۴۶) ساختۀ سیامک یاسمی و آنتونیوس و کلئوپاترا (۱۹۷۲) اثر چارلتون هستون اشاره کرد. مالکان این سینما دو نفر به نام خدیوی و رضا ثابتی بودند که بعداً و در سال ۱۳۴۵ سینما آتلانتیک را هم در کرمانشاه تأسیس کردند.
سینما متروپل در روز ۲۱ مرداد ۱۳۵۷ ساعت ۵ بامداد بر اثر وقوع یک انفجار به آتش کشیده شد. رهگذران و شاهدان عینى آتش‌سوزى را در پى انفجارى دانستند که در داخل سینما رخ داده و با صداى مهیبى همراه بوده‌است. مغازه‌های طبقۀ بالا و پایین سینما نیز در پی انفجار در آتش سوختند. روزنامۀ کیهان که در شمارۀ ۱۰۵۳۸ مؤرخۀ ۲۲ مرداد ۱۳۵۷ خبر انفجار و آتش‌سوزی در سینما متروپل را منتشر کرده‌است، از هرگونه اظهارنظر دربارۀ علل و عوامل آن خودداری کرده‌است. با این وجود به دلیل وقوع آن پس از انفجار در مقر سرای جوانان حزب رستاخیز در کرمانشاه در ۱۳ فروردین ۱۳۵۷ و نیز حملاتی که در تابستان ۱۳۵۷ به بانک‌ها، سینماها و مشروب‌فروشی‌ها در کرمانشاه صورت می‌گرفت به عنوان بخشی از حوادث مرتبط با اعتراضات مردمی دانسته شده که به انقلاب بهمن ۱۳۵۷ منجر شد و طی آن سینماها مورد هجوم نیروهای مذهبی افراطی قرار گرفته و به آتش کشیده می‌شدند. در ۲ مرداد سال ۱۳۵۹ به دستور علی قدوسی دادستان کل انقلاب اسلامی تمام سینماهای ایران توسط حکومت مصادره شدند. محل مخروبۀ سینما متروپل نیز مصادره شد و گفته می‌شود که به مؤسسۀ روزنامۀ کیهان واگذار شده‌است.

## در ادبیات
در بخش‌هایی از داستان بلند «این یک فصل دیگر است» نوشتۀ مرجان شیرمحمدی به سینما متروپل کرمانشاه اشاره شده‌است.